# استاد بزرگ (فیلم)
استاد بزرگ (به انگلیسی: The Grandmaster) فیلمی در ژانر اکشن، زندگینامه‌ای و رزمی به کارگردانی وونگ کار وای است که در سال ۲۰۱۳ منتشر شد. از بازیگران آن می‌توان به تونی لیانگ، جانگ زئی و چانگ چن اشاره کرد. این فیلم بر اساس زندگی‌نامهٔ استاد بروس لی به نام ییپ من ساخته شده‌است. این فیلم کاندیدای ۲ اسکار (بهترین فیلم‌برداری-بهترین طراحی لباس) در سال ۲۰۱۴ شد.

## خلاصه داستان
این فیلم شرح وقایع زندگی ییپ من، استاد بزرگ وینگ چون را از دههٔ ۱۹۳۰ تا وقایع بعد از دوران جنگ دوم بین چین و ژاپن و مرگ او روایت می‌کند. مردی که به بروس لی هنرهای رزمی را یاد داد …